# Osborn (Missouri)
Osborn és una població del Comtat de DeKalb (Missouri) als Estats Units d'Amèrica. Segons el cens dels Estats Units del 2000 tenia 455 habitants.

## Demografia
Segons el cens del 2000, Osborn tenia 455 habitants, 183 habitatges, i 129 famílies. La densitat de població era de 308,2 habitants per km².
Dels 183 habitatges en un 35% hi vivien nens de menys de 18 anys, en un 57,9% hi vivien parelles casades, en un 9,8% dones solteres, i en un 29,5% no eren unitats familiars. En el 26,8% dels habitatges hi vivien persones soles el 14,2% de les quals corresponia a persones de 65 anys o més que vivien soles. El nombre mitjà de persones vivint en cada habitatge era de 2,49 i el nombre mitjà de persones que vivien en cada família era de 3,03.
Per edats la població es repartia de la següent manera: un 28,8% tenia menys de 18 anys, un 8,1% entre 18 i 24, un 25,1% entre 25 i 44, un 22,4% de 45 a 60 i un 15,6% 65 anys o més.
L'edat mediana era de 37 anys. Per cada 100 dones de 18 o més anys hi havia 88,4 homes.
La renda mediana per habitatge era de 32.344 $ i la renda mediana per família de 44.205 $. Els homes tenien una renda mediana de 29.792 $ mentre que les dones 18.214 $. La renda per capita de la població era de 16.230 $. Entorn del 4% de les famílies i el 9,9% de la població estaven per davall del llindar de pobresa.

## Poblacions properes
El següent diagrama mostra les poblacions més properes.